# كاسلفينيا: أوردر أوف شادوز
كاسلفينيا:أوردر أوف شادوز (بالإنجليزية: Castlevania: Order of Shadows)‏ ، هي لعبة إلكترونية من نوع أكشن، أنتجت عام 2007 ونشرها شركة كونامي ، وهي لعبة على منصة الهواتف المحمولة.